# Oleguer Presas i Renom
Oleguer Presas i Renom  (pronunciació en català: /u.ɫəˈɣe ˈpɾɛ.zəs/) (Sabadell, 2 de febrer de 1980), més conegut simplement com a Oleguer, és un futbolista català, ja retirat, que jugava principalment com a lateral. Estudià a l'Escola Joanot Alisanda de Sabadell i és llicenciat en Economia per la Universitat Autònoma de Barcelona. Tot i que no va fer oficial la seva retirada, no va tornar a jugar des de l'estiu del 2011 quan, amb 31 anys, va acabar el seu contracte com a jugador de l'Ajax d'Amsterdam de l'Eredivisie.
Afí a l'Esquerra Independentista, durant la seva carrera professional no va amagar mai el seu compromís polític i va destinar part dels seus guanys a finançar projectes en defensa del català, com La Bressola i Escola Valenciana. El 2005, va rebutjar la trucada de la selecció espanyola perquè no s'hi sentia representat. L'any 2007, Kelme li va retirar el patrocini per haver denunciat la situació inhumana del pres basc Iñaki de Juana Chaos.

## Carrera futbolística

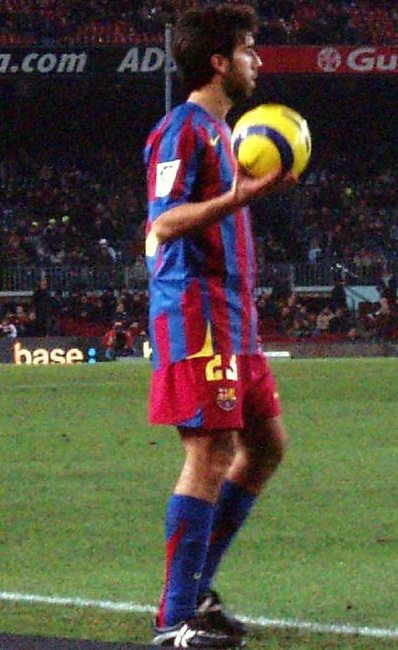
Oleguer amb el Barça

Oleguer començà la seva carrera com a futbolista amb el CD Lepanto de la seva ciutat natal i, posteriorment, fitxà pel Club Esportiu Sant Gabriel, equip de Sant Adrià del Besòs.
La temporada 1998-99 feu el salt a la Unió Deportiva Atlètica Gramenet B, on hi jugà durant una temporada abans d'ascendir al primer equip. Amb l'equip de Santa Coloma de Gramenet lluità per l'ascens a la Segona Divisió durant dues temporades, 1999-00 i 2000-01. Procedent de la UDA Gramenet, va entrar al segon equip del Futbol Club Barcelona la temporada 2001-2002, a l'edat de 21 anys. La temporada següent, l'entrenador Louis van Gaal el va fer debutar al primer equip, en concret en el partit del Torneig Joan Gamper el 2002 davant l'Estrella Roja de Belgrad al Camp Nou. Al primer equip blau-grana es consolidà a l'eix de la defensa, ocupant puntualment la posició de lateral dret. Tot i això, el seu debut en partit oficial com a jugador del FC Barcelona es produí el 13 de novembre de la temporada 2002-2003, en un partit a casa de la Lliga de Campions davant del Galatasaray Spor Kulübü, en què Oleguer substituí Frank de Boer al minut 86 de joc.
Durant les temporades 2002-03 i 2003-04, Oleguer va alternar la seva presència entre el Futbol Club Barcelona B i el primer equip. Encara que des del mes de gener de la temporada 2003-04 ja se'l veié participar gairebé de forma íntegra com a jugador del primer equip, on comptà amb la confiança de l'entrenador Frank Rijkaard. Durant la temporada 2004-05 jugà un total de 36 partits de Lliga i 7 de Lliga de Campions, fou precisament durant aquesta temporada, el 24 d'abril del 2005, que aconseguí el seu únic gol com a jugador del FC Barcelona, al camp del Málaga, fent el primer dels quatre gols del Barça d'aquella tarda. Aquell any aconseguí el seu primer títol de Lliga. En la següent temporada, la 2005-06, jugà un total de 33 partits de Lliga, 11 de Lliga de Campions i 4 de Copa, consolidant-se de forma definitiva en la defensa blau-grana. Fou l'any del seu segon campionat de Lliga i també de la Lliga de Campions aconseguida a París contra l'Arsenal FC (1-2), on Oleguer fou titular i feu la volta d'honor al camp hissant una estelada roja. Aquell 2005, Oleguer és negà a jugar amb la selecció espanyola, dirigida aleshores per Luis Aragonés, atès que «no el representava i li generava rebuig».
La seua última campanya amb la samarreta del Barça va ser la 2007-08, on a causa d'una lesió al tercer metacarp de la mà esquerra, que el va fer estar més de tres mesos de baixa, i del fitxatge de l'internacional italià Gianluca Zambrotta, la seua aportació a l'equip minvà significativament. Aquell mateix estiu que Oleguer marxà a l'Ajax d'Amsterdam per una xifra pròxima als tres milions d'euros.
La concentració i la sobrietat foren les dues grans qualitats d'Oleguer. Molt incisiu en la defensa dels davanters de l'equip contrari, gràcies a la seva alçada destacà també pel seu joc aeri. Tot i que no acostumava a jugar la pilota des de la defensa, també participava amb els jugadors del mig del camp per treure el joc controlat des de darrere. La seva gran capacitat de treball i intel·ligència per ocupar espais en defensa van provocar que es convertís en un futbolista important. La seva participació va ser creixent a poc a poc. Conscient de les seves virtuts i també de les seves limitacions, jugava al costat de Carles Puyol al centre de la defensa o com a lateral, segons les necessitats de l'equip.

### Estadístiques
(Actualitzat a 5 de juliol del 2011)
| Club             | Temporada | Lliga | Lliga | Copa Nac. | Copa Nac. | Cop Inter. | Cop Inter. | Total | Total |
| Club             | Temporada | Part. | Gols  | Part.     | Gols      | Part.      | Gols       | Part. | Gols  |
| ---------------- | --------- | ----- | ----- | --------- | --------- | ---------- | ---------- | ----- | ----- |
| UDA Gramenet     | 1999/00   | 1     | 0     | -         | -         | -          | -          | 1     | 0     |
| UDA Gramenet     | 2000/01   | 40    | 2     | 2         | 0         | -          | -          | 42    | 2     |
| UDA Gramenet     | Total     | 41    | 2     | 2         | 0         | -          | -          | 43    | 2     |
| FC Barcelona     | 2002/03   | 3     | 0     | 0         | 0         | 2          | 0          | 5     | 0     |
| FC Barcelona     | 2003/04   | 19    | 0     | 0         | 0         | 4          | 0          | 23    | 0     |
| FC Barcelona     | 2004/05   | 36    | 1     | 0         | 0         | 7          | 0          | 43    | 1     |
| FC Barcelona     | 2005/06   | 33    | 0     | 3         | 0         | 11         | 0          | 47    | 0     |
| FC Barcelona     | 2006/07   | 25    | 0     | 5         | 0         | 5          | 0          | 35    | 0     |
| FC Barcelona     | 2007/08   | 12    | 0     | 1         | 0         | 2          | 0          | 15    | 0     |
| FC Barcelona     | Total     | 128   | 1     | 9         | 0         | 31         | 0          | 168   | 1     |
| Ajax d'Amsterdam | 2008/09   | 27    | 1     | 1         | 0         | 9          | 0          | 37    | 1     |
| Ajax d'Amsterdam | 2009/10   | 6     | 0     | 2         | 0         | 5          | 0          | 13    | 0     |
| Ajax d'Amsterdam | 2010/11   | 3     | 1     | 0         | 0         | 3          | 0          | 6     | 1     |
| Ajax d'Amsterdam | Total     | 36    | 2     | 3         | 0         | 15         | 0          | 56    | 2     |

## Trajectòria pública

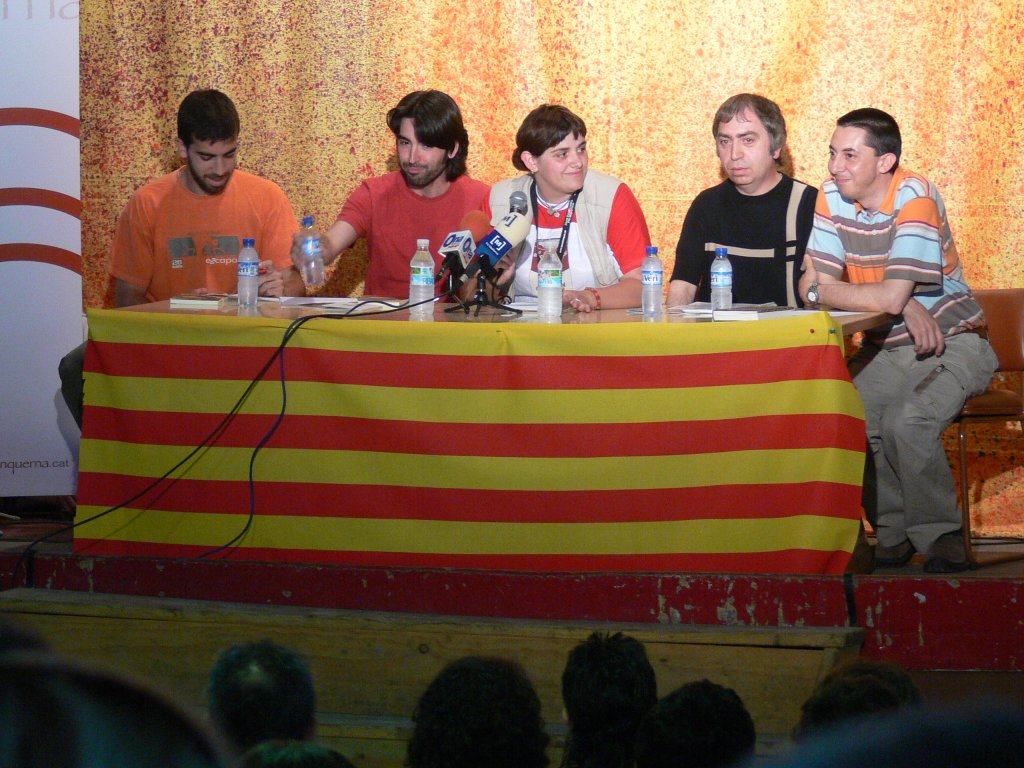
Oleguer i Roc Casagran en una presentació del seu llibre

Fill de Carme Renom, Oleguer ha mostrat sempre afinitat amb el moviment polític de l'Esquerra Independentista, alhora que va ser cridat pel Subcomandante Marcos per a jugar un partit benèfic a Chiapas.
El dia 30 de març de 2006, va presentar el seu llibre Camí d'Ítaca, a Can Vies, juntament amb el poeta sabadellenc i amic personal Roc Casagran. Al llibre, Oleguer reflexiona sobre el títol de Lliga que va conquerir el FC Barcelona la temporada anterior, fent un recorregut cronològic des del moment en què el Barça guanya la Lliga al camp del Llevant Unió Esportiva fins a la celebració al Camp Nou. A més, hi exposa la seva visió sobre temes polítics com la lluita antifranquista o la Guerra de l'Iraq. A l'inici de cada capítol s'inclou una cita d'autors com Groucho Marx, Manuel Vázquez Montalbán, Rafael Alberti, Manu Chao, Joan Brossa o Pedro Calderón de la Barca. També cal destacar que el 3% dels guanys del llibre es van destinar a l'escola La Bressola, de la Catalunya Nord. A més, juntament amb Lilian Thuram va presentar un manifest a la Casa de la Ciutat de Perpinyà en defensa de la tasca feta per aquesta xarxa de centres educatius. Manifest firmat també, entre d'altres, per Joan Laporta, Lluís Llach i Raymond Domenech.
Oleguer també va participar en el llibre Constitució europea: 17 arguments pel no, argumentant la seua oposició al referèndum sobre la Constitució Europea, juntament amb l'escriptora Isabel-Clara Simó, el cantant Feliu Ventura i el polític Cecili Buele, entre d'altres. L'any 2006 rebé de mans d'Ernest Benach, president del Parlament de Catalunya, el Premi President Companys pel seu suport a les seleccions esportives catalanes. El lliurament del premi fou virtual, ja que, el jugador estava concentrat amb el FC Barcelona a Tòquio per a disputar el Campionat del Món de Clubs. El premi en metàl·lic, al voltant d'uns 25.000 € va ser donat a Escola Valenciana, un projecte pedagògic en favor de la llengua catalana al País Valencià. L'any 2007, després de publicar un article reflexiu a la Directa i a Berria denunciant la situació en vaga de fam del pres Iñaki de Juana Chaos i qüestionant l'estat de dret a Espanya i la suposada independència del poder judicial i del poder polític, l'empresa d'equipament esportiu Kelme li retirà el patrocini.
El 13 d'octubre de 2012 fou escollit el vuitanta-tresè de la llista de la CUP-Alternativa d'Esquerres a la circumscripció electoral de Barcelona a les eleccions al Parlament de Catalunya de 2012, amb l'objectiu de tancar la llista de la circumscripció, juntament amb l'escriptor Julià de Jòdar i l'advocat August Gil Matamala, vuitanta-quatrè i vuitanta-cinquè respectivament. Un exemple d'aquest suport el demostrà amb la publicació de l'article «Ho volem tot». El 2015 va integrar la llista de la Crida per Sabadell en la posició 23, el dorsal que duia en la seva etapa al Barça.
El 23 de març de 2018 es publicà el llibre La història de John Carlos, escrit pel mateix John Carlos i Dave Zirin i editat per Sembra Llibres, del què en redactà el pròleg. El mateix any, Presas es va fer càrrec de forma altruista, juntament amb altres educadors, de l'Escola de Futbol la Caserna, una entitat de foment del futbol infantil mixt que entrena a l'antiga caserna de la Guàrdia Civil del barri de la Creu Alta de Sabadell.

## Palmarès

### FC Barcelona
- 2 Lligues espanyoles (2004-05 i 2005-06)
- 2 Supercopes d'Espanya (2005 i 2006)
- 1 Lliga de Campions (2005-06)
- 3 Copes Catalunya (2003-04, 2004-05 i 2006-07)

### Ajax
- 1 Copa dels Països Baixos (2010)[24]
- 1 Lliga neerlandesa de futbol (2010-11)[25]